# أنطوان بوشارد
أنطوان بوشارد هو عازف الأرغن وملحن كندي، ولد في 22 مارس 1932 في Saint-Philippe-de-Néri ‏ في كندا، وتوفي في 21 أكتوبر 2015 في Sainte-Claire ‏ في كندا.

## وصلات خارجية
- أنطوان بوشارد على موقع ميوزك برينز (الإنجليزية)
- أنطوان بوشارد على موقع ديسكوغز (الإنجليزية)